# ليبرالية جديدة
الليبرالية الجديدة  (بالإنجليزية: New liberalism)‏ وهي نوع من الليبرالية الاجتماعية ذات ميول اشتراكية حيث تهتم بالعدالة الاجتماعية. تهدف هذه الليبرالية إلى التوفيق بين حقوق الفرد والجماعة، وتسمح للدولة بالتدخل، ووضع معايير أكثر إيجابية للتحقق من وجود فرص متساوية للأفراد لنيل الحرية والنجاح.
في نهاية القرن التاسع عشر وبداية القرن العشرين قامت مجموعة من الليبراليين الجدد في بريطانيا بنقد سياسة عدم التدخل في الليبرالية الكلاسيكية وأيدوا تدخل الدولة الاجتماعي والاقتصادي والثقافي، حيث يرى الليبراليون الجدد (ومنهم توماس هيل جرين و ليونارد ترَلَوني هوبهاوس و جون هوبسون) أن الليبرالية والحرية الشخصية شيء لا يمكن للفرد تحقيقه الا في ظروف اجتماعية واقتصادية ملائمة.
يخلط الكثير بين مفهوم الليبرالية الجديدة مع مفهوم اخر يسمى النيوليبرالية رغم ان المفهومين مختلفين بشكل كامل.النيوليبرالية Neoliberalism: وهو لفظ يستخدم في الوقت الحاضر للإشارة إلى مذهب رأسمالي يؤيد اقتصاد عدم التدخل وعدم الاكتراث بالعدالة الاجتماعية.